# Stuttgart-West
Koordinaten: 48° 47′ N, 9° 9′ O
Stuttgart-West ist einer der fünf inneren Stadtbezirke der baden-württembergischen Landeshauptstadt Stuttgart und liegt im westlichen Teil des Stuttgarter Talkessels, der eine Art Bucht bildet. Zum Bezirk gehören auch die umfangreichen Waldgebiete Rotwildpark und Solitude sowie in kleinen Teilen der Kräherwald. Er ist im Süden eingegrenzt durch den Bergrücken des Hasenberges und dessen Verlängerung, die Karlshöhe, sowie im Norden durch den Kamm des Kräherwaldes.

## Geschichte
Der Bezirk ist nicht durch Eingemeindung, sondern durch organisches, aber stürmisches Wachstum der Stadt entstanden. Die flachen Teile des Tales wurden von 1850 bis 1900 zugebaut, ab 1920 wurden auch die Hänge erschlossen und ebenfalls bebaut.
Als eigenständiger Stadtbezirk wurde er erst 1956 bei der Einteilung des Stadtgebiets in Stadtbezirke gebildet. Neben Stuttgart-West umfasste er zunächst die beiden Stadtteile Solitude und Rot- und Schwarzwildpark. Bei der Neugliederung der Stadtteile zum 1. Januar 2001 wurde der Stadtteil Stuttgart-West in die Stadtteile Kräherwald, Hölderlinplatz, Rosenberg, Feuersee, Rotebühl, Vogelsang und Hasenberg aufgeteilt. Der Stadtteil Rot- und Schwarzwildpark wurde in Wildpark umbenannt. Der Stadtbezirk Stuttgart-West besteht seither aus insgesamt neun Stadtteilen.

## Politik
- CDU: 3
- Grüne: 6
- SPD: 2
- AfD: 1
- FW: 1
- FDP: 2
- Linke: 1
- SÖS: 1
- Volt: 1
- Stadtisten: 1

Stuttgart-West Panorama

Die Ergebnisse der Gemeinderatswahlen in den Stadtbezirken sind maßgebend für die Anzahl der Sitze der Parteien in den Bezirksbeiräten. Die letzte Kommunalwahl 2024 ergab die in der nebenstehenden Grafik abgebildeten Stimmenanteile und die nebenstehende Verteilung der 20 Sitze des Bezirksbeirats.
Seit 2019 ist Bernhard Mellert (Bündnis 90/Die Grünen) Bezirksvorsteher von Stuttgart West. Sein Stellvertreter ist seit 2019 Jochen Hammer (CDU).

## Topografie

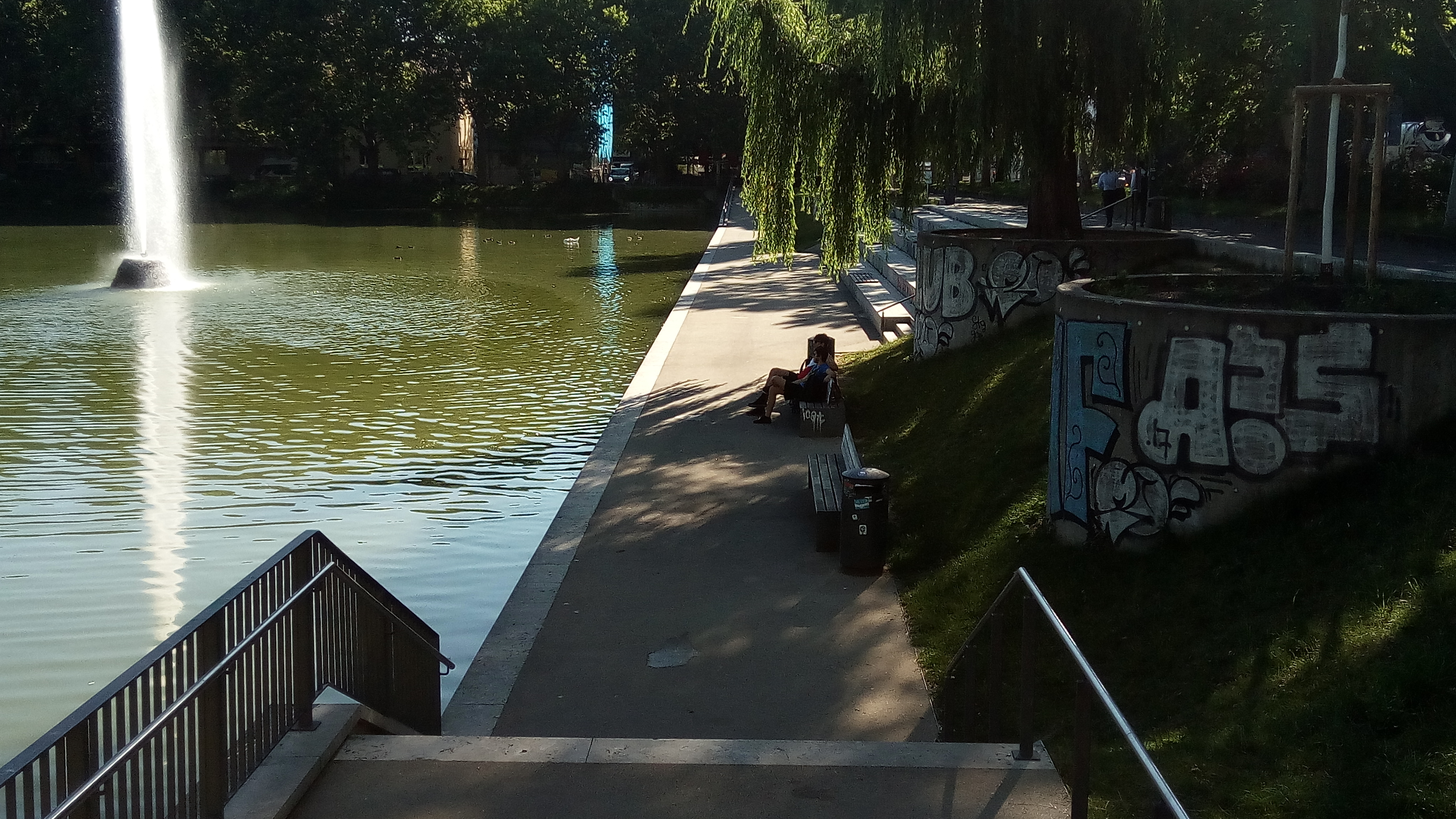
Feuerseepromenade seit 2016

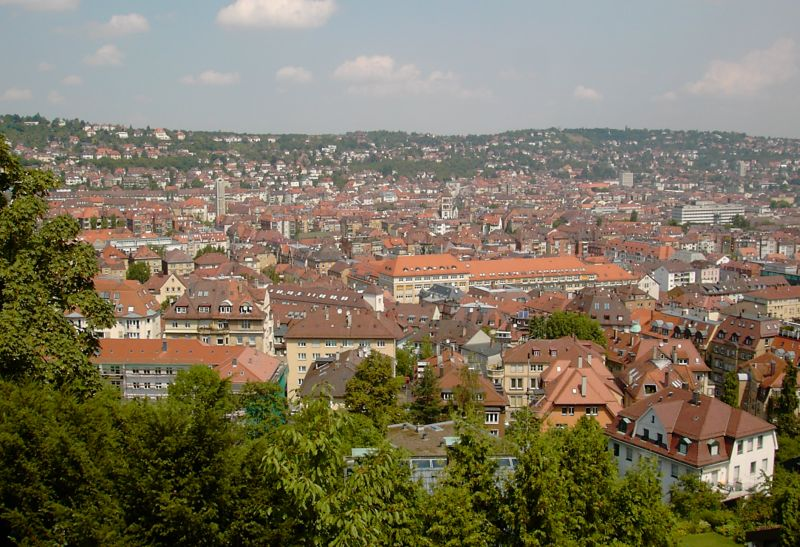
Stuttgart-West vom Hasenberg Richtung Kräherwald

Das Straßennetz im Talboden ist sehr regelmäßig, fast schachbrettartig angelegt, abgesehen von wenigen diagonal verlaufenden Straßen, die auf alte Flurwege zurückzuführen sind. Die Straßenplanung an den später bebauten Hängen fügt sich dagegen besser an das Gelände an und verläuft vielfach gewunden.
Die großen Baublöcke wurden allerdings anders als etwa in Berlin in recht kleine Grundstücke aufgeteilt, so dass keine Mietskasernen mit zusammenstoßenden Gebäuden entstanden. In Stuttgart baute man einzeln stehende Häuser mit einem durch die Bauvorschrift erzwungenen Bauabstand von drei Metern, gelegentlich Doppelhäuser und einige größere Einheiten. Die meist vier- bis fünfgeschossigen Häuser grenzen direkt an den Straßenrand, man spricht dabei von einer Blockrandbebauung. Die inneren Flächen der Blöcke wurden mit Gewerbeimmobilien und einfacheren Hinterhäusern bebaut. Einige Blöcke waren fast vollständig mit Industrieanlagen bebaut. Auch die Fassaden der Industriegebäude mussten ansprechend gestaltet sein, so dass man heute kaum erkennt, dass es Industriebauten waren.
Auf den überwiegend in den 1920er und 1930er Jahren bebauten Hängen stehen kleinere Mehrfamilienhäuser mit Gärten.
Stuttgart-West ist eines der am dichtesten besiedelten Wohngebiete und eines der größten zusammenhängenden Altbaugebiete in Deutschland. Der Bezirk ist im Zweiten Weltkrieg von großflächiger Zerstörung verschont geblieben.

## Bewohner
Die großen Waldflächen, die verwaltungstechnisch zum Bezirk gehören, relativieren rechnerisch die hohe Bevölkerungsdichte und den Grünflächenmangel in der Innenstadtlage. Die Bevölkerung besteht zu 58 % aus Single-Haushalten, in nur 14 % der Haushalte leben Kinder unter 18 Jahren. Entsprechend hoch ist die Fluktuation mit circa 15 % jährlich. Der Ausländeranteil liegt mit 22 % im Stuttgarter Durchschnitt.

### Konfessionsstatistik
Die Zahl der Protestanten in Stuttgart sinkt kontinuierlich. Ende 2019 hatte Stuttgart-West 52.777 Einwohner, davon 23 % Katholiken und 23 % Protestanten. Eine Mehrheit von 54 % hatte entweder eine andere oder gar keine Religionszugehörigkeit.

## Infrastruktur
Der Einzelhandel ist geprägt von vielen kleinen Geschäften mit unterschiedlichen Angeboten, Handwerksbetrieben und zahlreichen Lokalen an vielen Straßenecken. Große Kaufhäuser sind nicht zu finden. Auch wegen der guten Erreichbarkeit des Stadtzentrums für Fußgänger, seiner guten Infrastruktur und zahlreicher kultureller Einrichtungen zählt der Stuttgarter Westen für Singles zu den beliebten Wohngebieten.

### Verkehr

#### ÖPNV
Im öffentlichen Nahverkehr ist der Bezirk unter anderem mit allen S-Bahn-Linien sowie den Stadtbahnlinien U2, U4 und U9 angebunden.

#### Radverkehr
Längs durch den Westen verläuft die Hauptradroute (HRR) 4, die allerdings noch nicht ausgeschildert ist. Sie verläuft von Botnang kommend auf der Botnanger Straße zum Herderplatz, auf der Herderstraße zum Paul-Gerhard-Platz und über die Forststraße und Breitscheidstraße zum Bosch-Areal in Stuttgart-Mitte und weiter zum Hauptbahnhof. Ein Teilstück der Achse Forststraße – Senefelder Straße – Breitscheidstraße soll ab Ende 2025 zur Fahrradstraße ausgebaut werden.
Längerfristig soll auch eine Radschnellverbindung eingerichtet werden, die von Leonberg kommend zum Botnanger Sattel und danach über den Bismarckplatz in die westliche City oder über die Lerchenstraße und den Hegelplatz zum Hauptbahnhof führen soll.
Außerdem streift die bereits ausgeschilderte HRR 3 den Stadtbezirk. Sie verläuft vom Bosch-Areal bzw. von der Silcheranlage über die Fritz-Elsas-Straße in die westliche City („Querspange“) und weiter Richtung Degerloch (Waldau), Birkach und Plieningen.
Die HRR 9 soll künftig vom Botnanger Sattel zur Universität und zur Ortsmitte von Vaihingen und weiter Richtung Oberaichen führen. Sie verläuft großteils auf Waldwegen. Eine alltagsgeeignete Radroute vom Botnanger Sattel nach Vaihingen gibt es nicht, denn die bestehende Straße ist eine Kraftfahrstraße ohne Parallelweg.
Als sogenannte Hauptradroute zweiter Ordnung verbindet die HRR 64 die HRR 4 an der Silberburgstraße mit dem Marienplatz in Stuttgart-Süd. 2025 wurde dazu die Mörikestraße und Hohenstaufenstraße in unmittelbarer Nachbarschaft von Stuttgart-West mit Radfahrstreifen ausgestattet – der breitere, ebene Teil beidseitig, der schmalere, bergige Teil in Richtung bergauf.
Durch das Waldgebiet im Westen des Stadtbezirks führt für den Freizeitverkehr die Rundstrecke Radel-Thon.

#### Verkehrsberuhigung
Ein großer Teil der Straßen in Stuttgart-West ist Tempo-30-Zone. Jedoch herrscht auch dort an manchen Straßen starker Kfz-Verkehr, in jüngerer Zeit mutmaßlich durch Navigationsgeräte mitverursacht, die durch diese Zonen hindurch trotz Tempo 30 und Rechts-vor-links-Regelungen kürzere Fahrzeiten ermitteln als auf den Hauptverkehrsstraßen. Daher wurde schon vor längerer Zeit dazu übergegangen, an davon betroffenen Straßen an einzelnen Stellen für den Kfz-Verkehr kurze Unterbrechungen einzurichten, so dass die Häuser und Stellplätze zwar noch erreichbar sind, aber keine Kfz mehr hindurchfahren können. Ein jüngeres Beispiel ist der 2024 eingerichtete Superblock Augustenstraße, in welchem durch Diagonalsperren der Durchgangsverkehr systematisch herausgehalten wird. Er wurde zunächst als Verkehrsversuch eingerichtet, die Auswirkungen auf die Menschen (z. B. Lärm, Stress) sollen wissenschaftlich untersucht werden. Danach soll entschieden werden, welche Verkehrsregelungen dort dauerhaft gelten sollen. Zusätzlich wurden einige Kfz-Stellplätzte in Aufenthaltsflächen umgewidmet, auch Fahrradabstellmöglichkeiten wurden eingerichtet.
Durch die dichte Besiedlung und das Alter der Häuser – sie stammen großteils aus einer Zeit ohne Autoverkehr – herrscht in vielen Straßen ein hoher ‚Parkdruck‘. Trotz Parkraummanagements wird an vielen Stellen illegal geparkt, besonders an Straßenecken. Da dies vor allem durch die Sichteinschränkung zu gefährlichen Situationen führt, wurde für einige Kreuzungen eine Idee aus Frankfurt am Main übernommen, die Straßenecken abzuzpollern und am Rande der Abpollerung Fahrradstellplätze oder auch E-Roller-Abstellflächen einzurichten. Diese Kreuzungen werden als „Stuttgarter Ecken“ bezeichnet.

## Sehenswürdigkeiten

### Johanneskirche am Feuersee

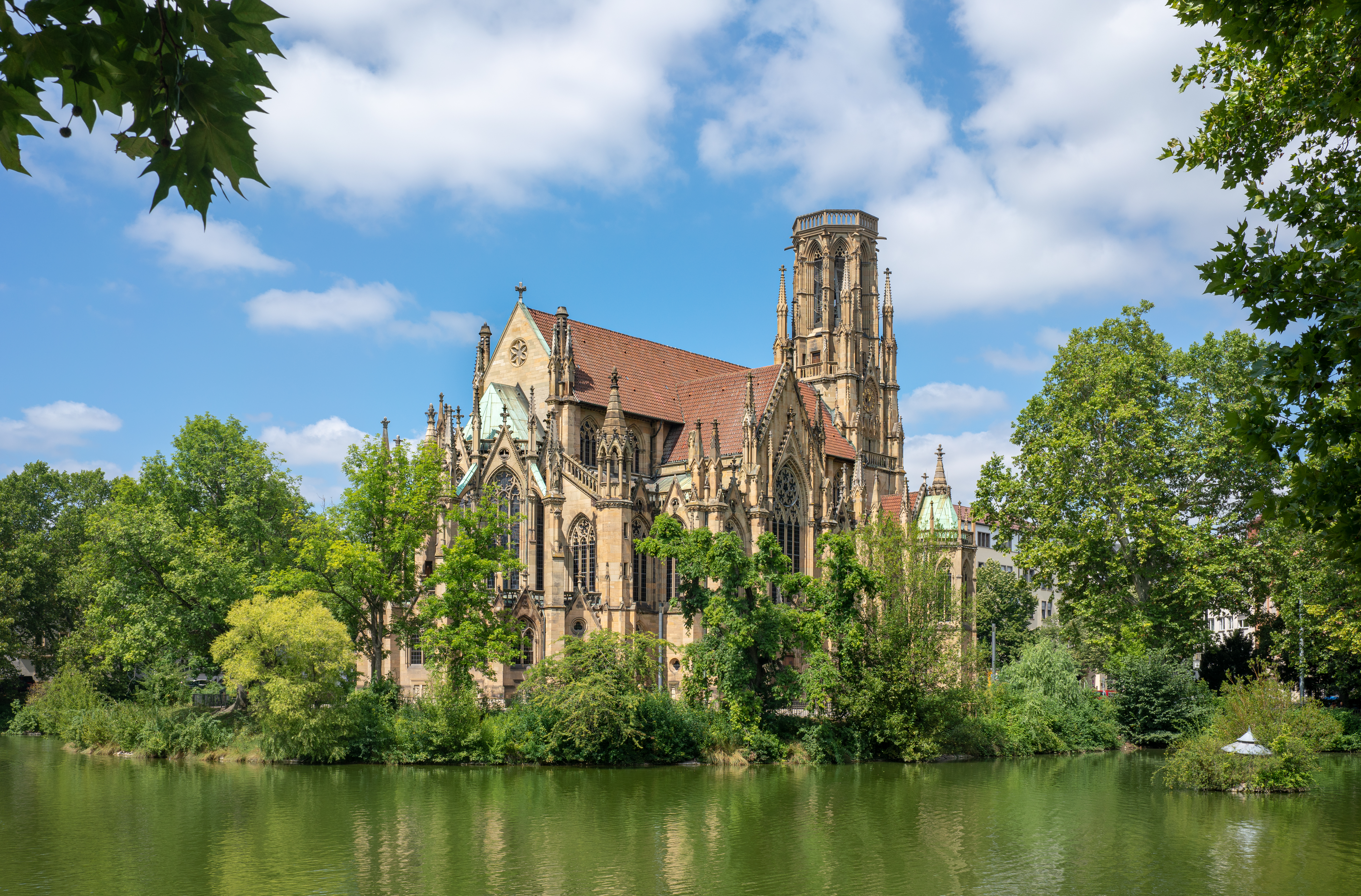
Johanneskirche am Feuersee

Die evangelische Johanneskirche wurde von 1864 bis 1876 im neugotischen Stil von Oberbaurat Christian Friedrich von Leins erbaut. Sie ist besonders markant durch ihre städtebaulich hervorgehobene Lage.

### Feuersee
Der Feuersee, der die Johanneskirche von drei Seiten umgibt, wurde im Jahr 1701 in einer dreieckigen Form als Löschwasserteich angelegt. Beim Bau der Johanneskirche wurde der See in seine heutige Form gebracht. Durch den 1828–1896 gebauten Reinsburgstollen, der südlich des Schwabtunnels beginnt, wird er mit 7 bis 14 m3/h Wasser aus dem Kaltentaler Quellsystem versorgt. Das Südufer des Sees mit der Feuerseepromenade
wurde 2016 mit neuen Sitzgelegenheiten umgestaltet. Im See leben zahlreiche Wasserschildkröten, die dort ausgesetzt wurden und sich seitdem vermehren. Der See wird auch zur Zucht von Karpfen und Hechten genutzt. Am Feuersee liegt auch das Theater der Altstadt.

### Elisabethenkirche
Die katholische Elisabethenkirche am Bismarckplatz wurde zwischen 1899 und 1901 von Joseph Cades im Stil der Neuromanik erbaut, wobei aus Kostengründen Ziegelstein verwendet wurde. Architektonisch hervorgehobene Teile sind als Sichtmauerwerk ausgeführt, die Mauerflächen dagegen teilweise verputzt und weiß getüncht – diese Gestaltungsweise ist der norddeutschen Backsteingotik entlehnt. Der Grundriss entspricht eher Konzepten der Gotik.

### Bürgerhäuser
In Stuttgart-West gibt es zahlreiche Bürgerhäuser des Historismus mit Stilelementen der Neuromanik, Neugotik, Neorenaissance und des Neobarock. Ab etwa 1900 kamen Elemente des Jugendstils hinzu. Die Häuser sind meist nur an der Straßenseite durchgestaltet, die anderen Seiten sind fast immer schmucklos, meist einfaches Ziegelmauerwerk. Die typische Ausführung der Fassade besteht aus Sandstein bis zum Erdgeschoss, darüber eine Mischung aus Ziegelstein für die Mauerflächen und Details aus Werkstein für beispielsweise Fensterlaibungen, Gesimse oder Zierelemente. Fassaden, die komplett aus Sandstein bestehen, oder verputzte Häuser sind seltener anzutreffen.

### Schwabtunnel

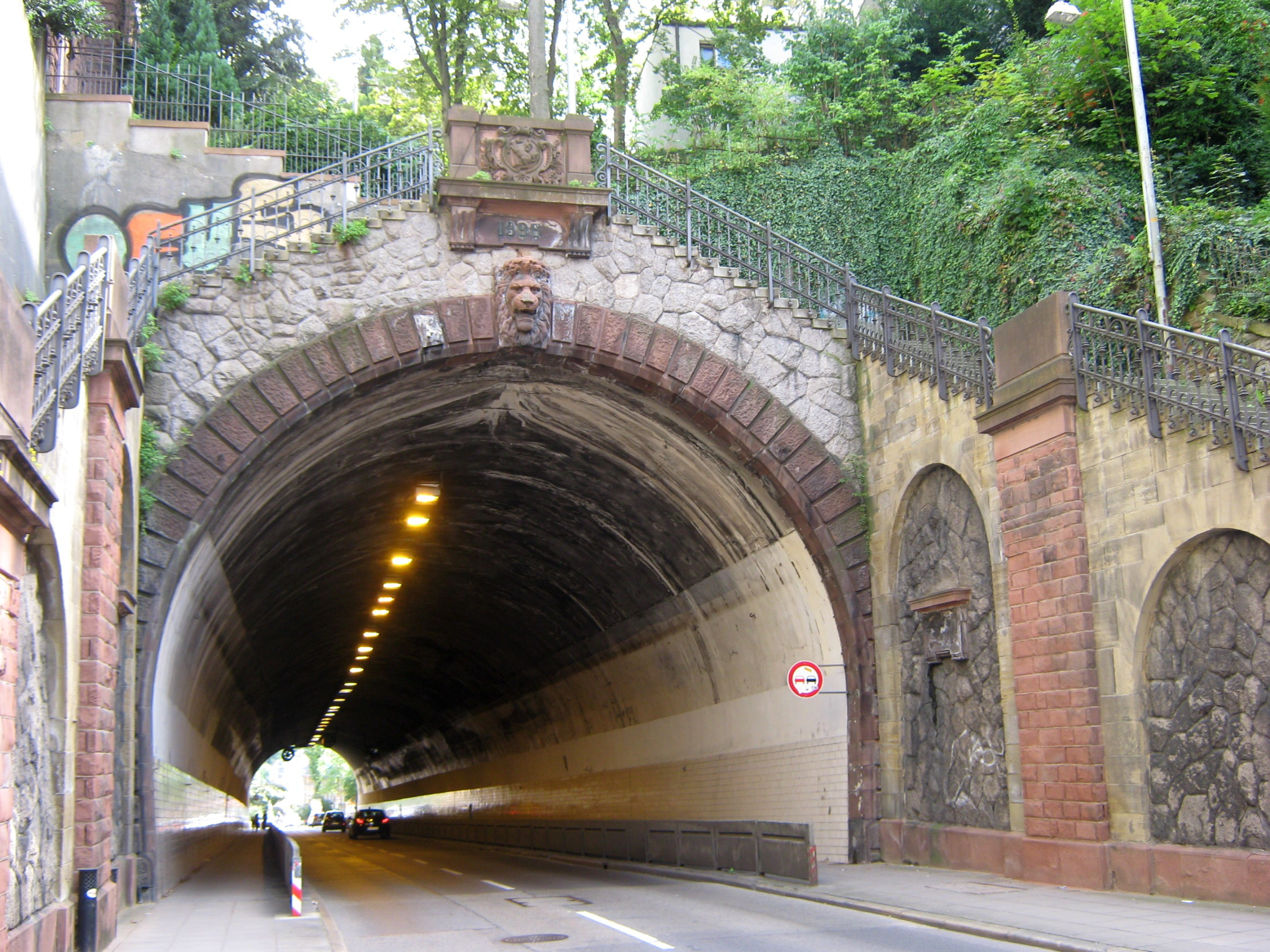
Schwabtunnel

Der 125 Meter lange Tunnel und die Schwabstraße sind nach dem Stuttgarter Pfarrer, Dichter, Publizisten und Herausgeber Gustav Schwab (1792–1850) benannt. Der Tunnel gilt als der zweite innerstädtische Straßentunnel weltweit und war der erste, der von einem Kraftfahrzeug durchfahren wurde. Heute steht das Bauwerk unter Denkmalschutz. 

## Birkenkopf
Der Birkenkopf, auch „Monte Scherbelino“ genannt, ist der höchste Punkt des Kesselrandes und durch Aufhäufung von 1,5 Millionen Kubikmeter Trümmerschutt aus dem Zweiten Weltkrieg um 40 m gewachsen. Er hat eine Höhe von 509 m ü. NHN und ist ein idealer Aussichtspunkt über den Stuttgarter Talkessel. Auf dem Gipfel sind zahlreiche Architekturdetails von zerstörten Bürgerhäusern zu sehen.

## Schloss Solitude

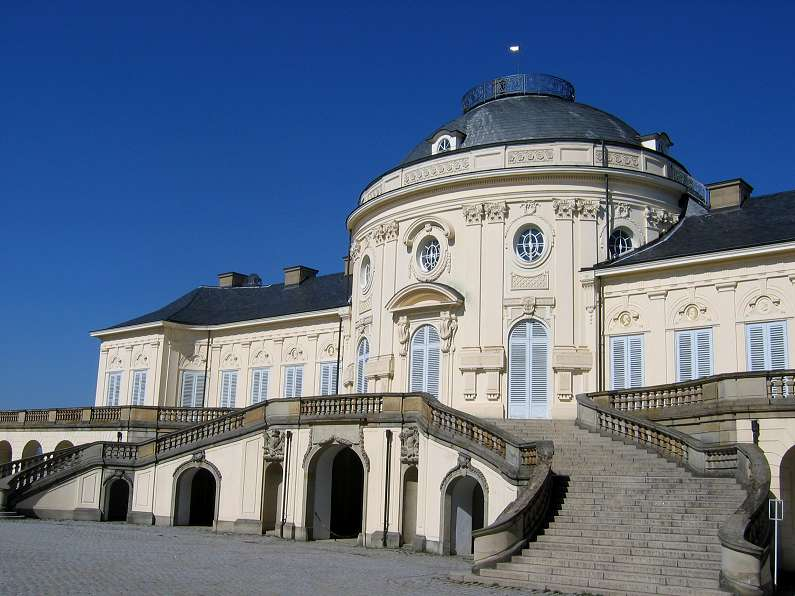
Schloss Solitude

Nachdem das Gebiet des Schlosses Solitude mit seinem gesamten Wohnplatz bis 1942 zu Gerlingen gehört hatte, wurde es am 1. April 1942 nach Stuttgart eingegliedert und dem Stadtteil Botnang zugeordnet, doch wurde das zum Wohnplatz Solitude gehörige Gebiet des Sanatoriums auf der Schillerhöhe 1951 wieder an die Gemeinde Gerlingen zurückgegeben.
Bei der Einteilung der Stadt Stuttgart in Stadtbezirke im Jahre 1956 wurde der Wohnplatz Solitude dem neu gegründeten Stadtbezirk Stuttgart-West zugeordnet und zum eigenständigen Stadtteil erklärt, der auch bei der Neugliederung der Stuttgarter Stadtteile zum 1. Januar 2001 nicht verändert wurde. Der Stadtteil Solitude hat jedoch nur wenige dauerhafte Einwohner, dafür viele wechselnde Bewohner: die Stipendiaten der Akademie Schloss Solitude.

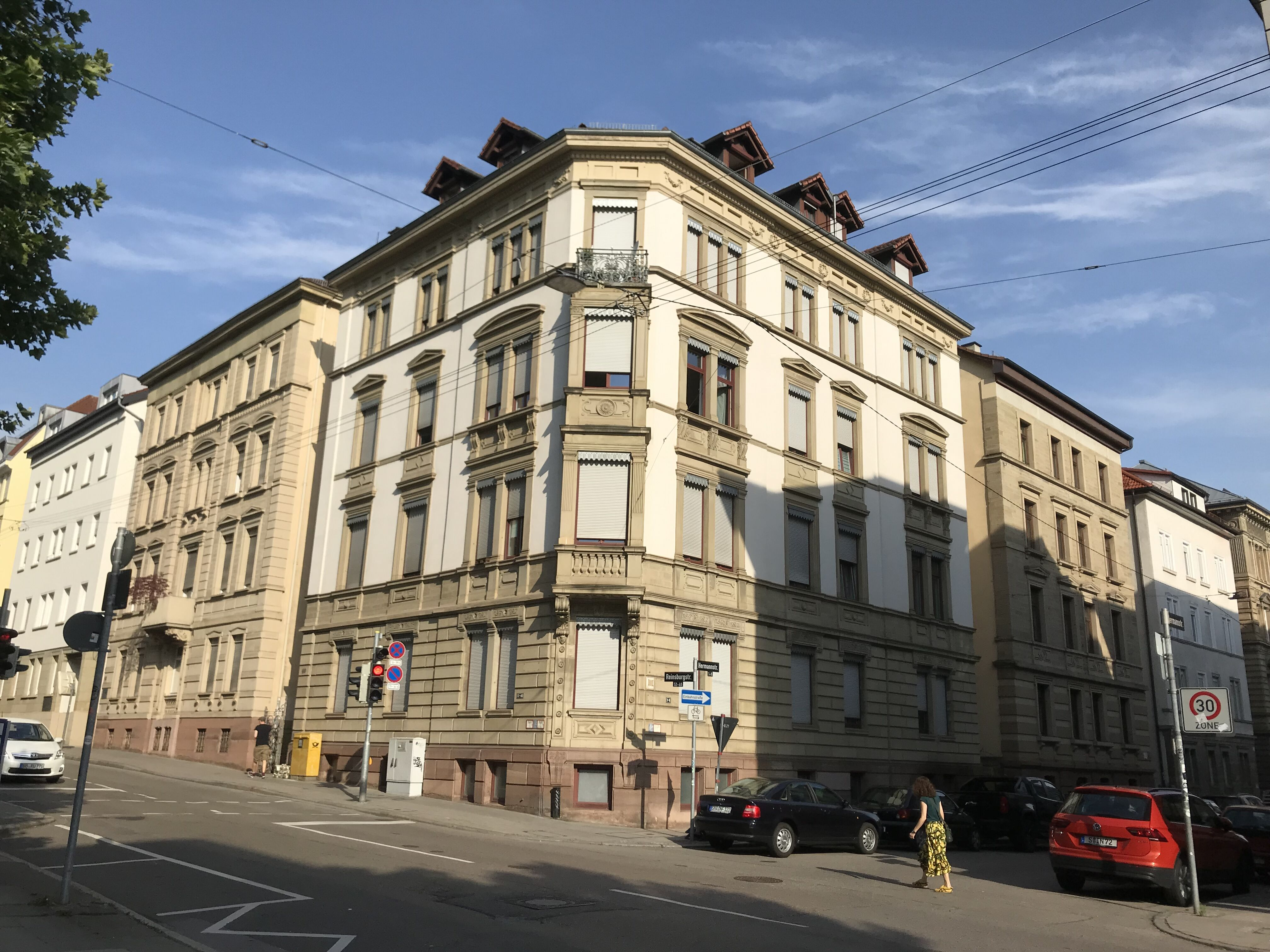
Typisches Bürgerhaus in der Reinsburgstraße

Auf der Stuttgarter Seite der zum Schloss führenden Schlossallee wurde Ende der 1960er Jahre ein Bungalow mit Nebengebäuden errichtet, der dem amtierenden Ministerpräsidenten des Landes Baden-Württemberg und seiner Familie als Wohnsitz dient.

### Graevenitz-Museum
In einem Kavaliershaus am Schloss Solitude befindet sich seit 1971 das Graevenitz-Museum.

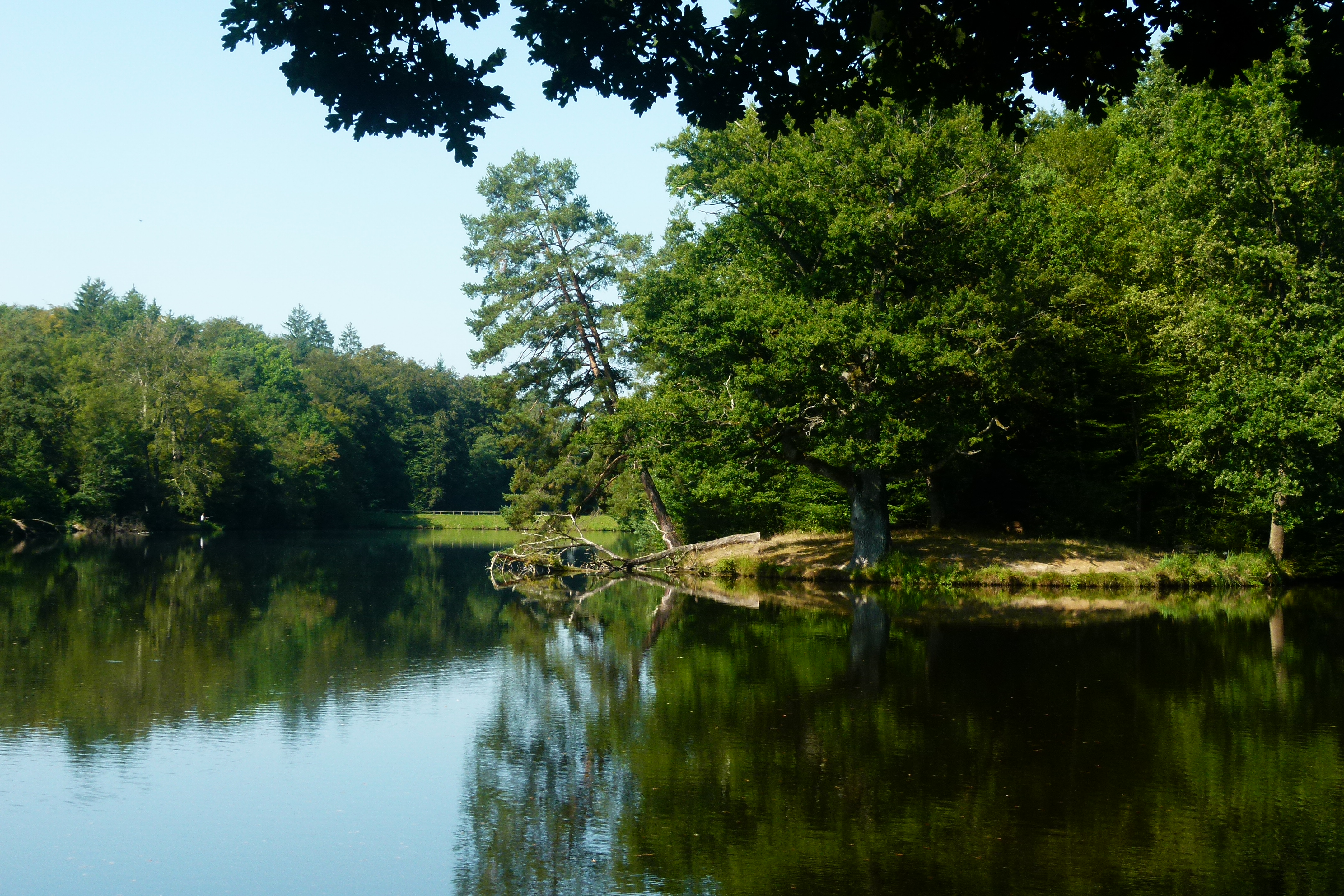
Pfaffensee im Rotwildpark

### Parkseen und Wildpark
Die Parkseen liegen im Naturschutzgebiet Rot- und Schwarzwildpark mit dem Bärenschlössle sowie dem Katzenbacher Hof. Sie bestehen aus der Kette des Bärensees, des Neuen Sees und des Pfaffensees sowie aus den in Büsnau liegenden Seen Katzenbachsee und Steinbachsee, die aus dem Katzenbach, dem Steinbach, dem Bernhardsbach und der Glems mit Wasser gespeist werden. Diese Seen dienten in den letzten Jahrhunderten der Trinkwasserversorgung Stuttgarts (Die Wasseraufbereitung aus den Parkseen wurde im April 1998 eingestellt).